# Star Comics (Marvel Comics)

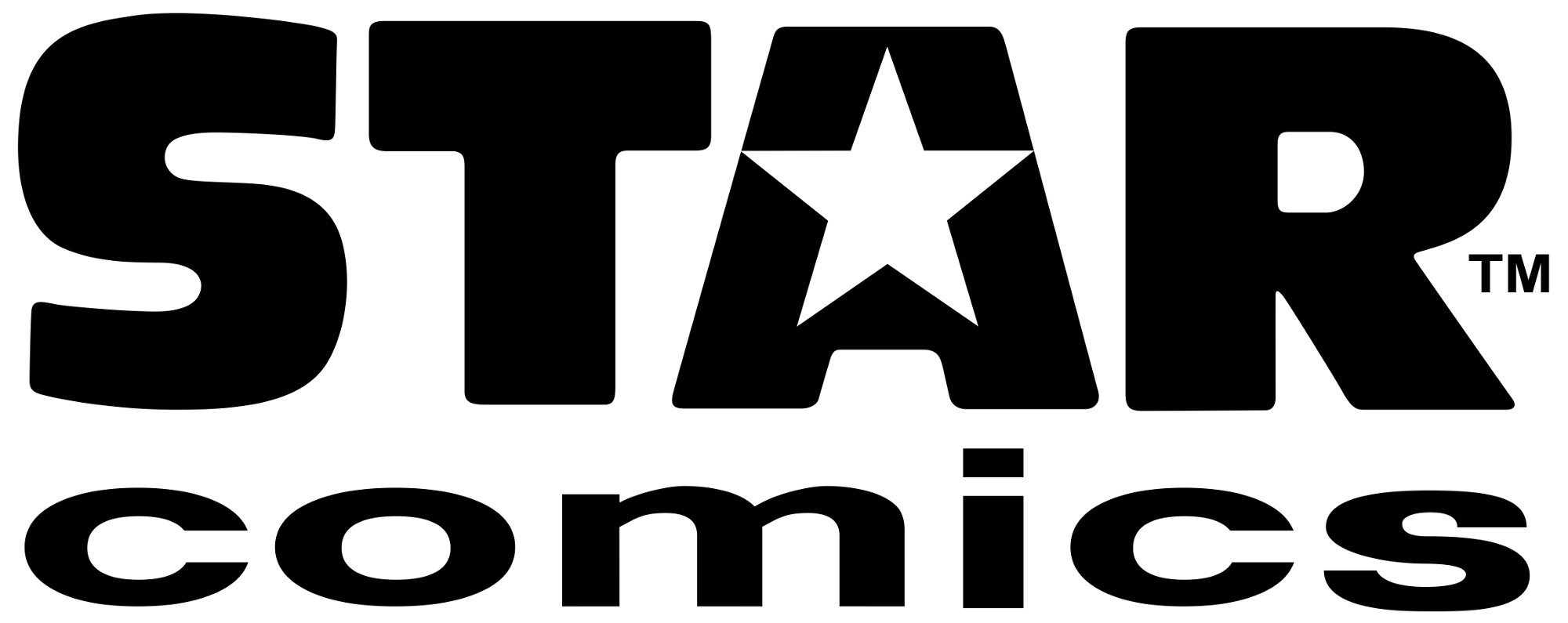
Logo de Star Comics

Star Comics est une collection de comics destinés aux enfants publiée par Marvel Comics de 1985 à 1988.

## Historique
Au début des années 1980, le monde des comics connaît de profondes transformations dans la distribution, le droit des créateurs, le lectorat, etc. Les éditeurs qui n'ont pu s'adapter à ces changements disparaissent les uns après les autres, alors que d'autres en profitent pour se développer. Parmi les victimes de ces bouleversements, la maison d'édition Harvey Comics qui publiait des comics pour les enfants depuis les années 1950 cesse toute publication. L'éditeur Marvel Comics tente alors de la racheter pour 3.2 milions de $ mais l'offre est refusée. Marvel propose alors de publier des comics avec les personnages de Harvey Comics dessinés par les artistes de cette société. Alors que l'accord est prêt à être signé, Alfred et Robert Harvey, propriétaires de la société, se disputent sur les conditions de l'accord et finalement celui-ci est abandonné. Puisque cette tentative  est un échec, les responsables de Marvel, et en premier lieu Mike Hobson, vice-président de la publication, décident de créer leur propre ligne de comics enfantins. Ils engagent des auteurs qui travaillaient pour Harvey : Sid Jacobson, Lenny Herman et Warren Kremer et achètent les droits d'adaptation de séries télévisées destinées aux enfants comme le Muppet Show ou Fraggle Rock. Le lancement du projet est retardé à cause de la mort de Lenny Herman qui devait être le scénariste principal.
Finalement en juillet 1984 sort le premier comics publié sous le label Star Comics. Il s'agit de l'adaptation du film Les Muppets à Manhattan. Cependant il faut attendre avril 1985 pour que sortent enfin les premiers comics de la collection : Fraggle Rock, Heathcliff, Planet Terry, Strawberry Shortcake, Wally the Wizard et Top Dog. Plusieurs séries sont lancées dans les mois qui suivent et s'y retrouvent adaptations de séries ou de dessins animés et créations originales. Cependant, malgré le talent des artistes engagés par Marvel pour ce projet (à côté des meilleurs artiste de Harvey on retrouve ainsi Trina Robbins ou Marie Severin) la collection ne parvient pas à trouver son public. En 1988, Star Comics disparaît. Quelques séries, comme Heatcliff continuent par la suite à être publiées par Marvel mais sans le symbole de Star Comics,.

## Séries

### Créations  originales
- Misty mini-série créée par Trina Robbins (1985-1986)[4]
- Peter Porker, The Spectacular Spider-Ham (1985-1987)
- Planet Terry (1985–1986)
- Royal Roy 1-6 (1985–1985)
- Top Dog (1985–1987)
- Wally the Wizard (1985–1986)

### Adaptations
- Air Raiders (1987–1988)
- Animax (1986–1987)
- ALF
- Rocky and Bullwinkle[5]
- Care Bears (1985–1989)
- Chuck Norris: Karate Kommandos #1-4 (1987)
- Comte Duckula (1988)
- Defenders of the Earth (1987)
- The Flintstone Kids (1987–1989)
- Foofur (1987–1988)
- Fraggle Rock (volume 1: 1985- 1986)
- The Get-Along Gang (1985– 1986)
- Heathcliff (1984–1991)
- Hugga Bunch (1986–1987)
- Inhumanoids (1987)
- Madballs (1986–1988)
- Les Maîtres de l'univers (1986–1988)
- Muppet Babies (1985-1989)
- Les Muppets à Manhattan (1984)
- Popples (1986–1987)
- Silverhawks (1987–1988)
- Star Wars: Droids 1-8 (1986–1987)
- Star Wars: Ewoks (1985–1987)
- Strawberry Shortcake (1985–1986)
- Cosmocats (1985–1988)
- Visionaries: Knights of the Magical Light (1987)